# بيني كارتر
بيني كارتر (بالإنجليزية: Benny Carter)‏ هو بواق وملحن أمريكي، ولد في 8 أغسطس 1907 في هارلم في الولايات المتحدة، وتوفي في 12 يوليو 2003 في لوس أنجلوس في الولايات المتحدة بسبب التهاب القصبات.

## وصلات خارجية
- الموقع الرسمي
- بيني كارتر على موقع IMDb (الإنجليزية)
- بيني كارتر على موقع الموسوعة البريطانية (الإنجليزية)
- بيني كارتر على موقع ميوزك برينز (الإنجليزية)
- بيني كارتر على موقع إن إن دي بي (الإنجليزية)
- بيني كارتر على موقع أول ميوزيك (الإنجليزية)
- بيني كارتر على موقع ديسكوغز (الإنجليزية)
- بيني كارتر على موقع قاعدة بيانات الفيلم (الإنجليزية)